# Нагорода Бостонської асоціації кінокритиків (2016)
37th BSFC Awards

11 грудня, 2016

Кращий фільм: 

Ла-Ла Ленд
37-ма церемонія вручення нагород Бостонської асоціації кінокритиків, відзначення кращих фільмів знятих у 2016, пройшла 11 грудня, 2016.

## Winners
- Кращий фільм:
  - Ла-Ла Ленд
- Кращий режисер:
  - Демієн Шазелл – Ла-Ла Ленд

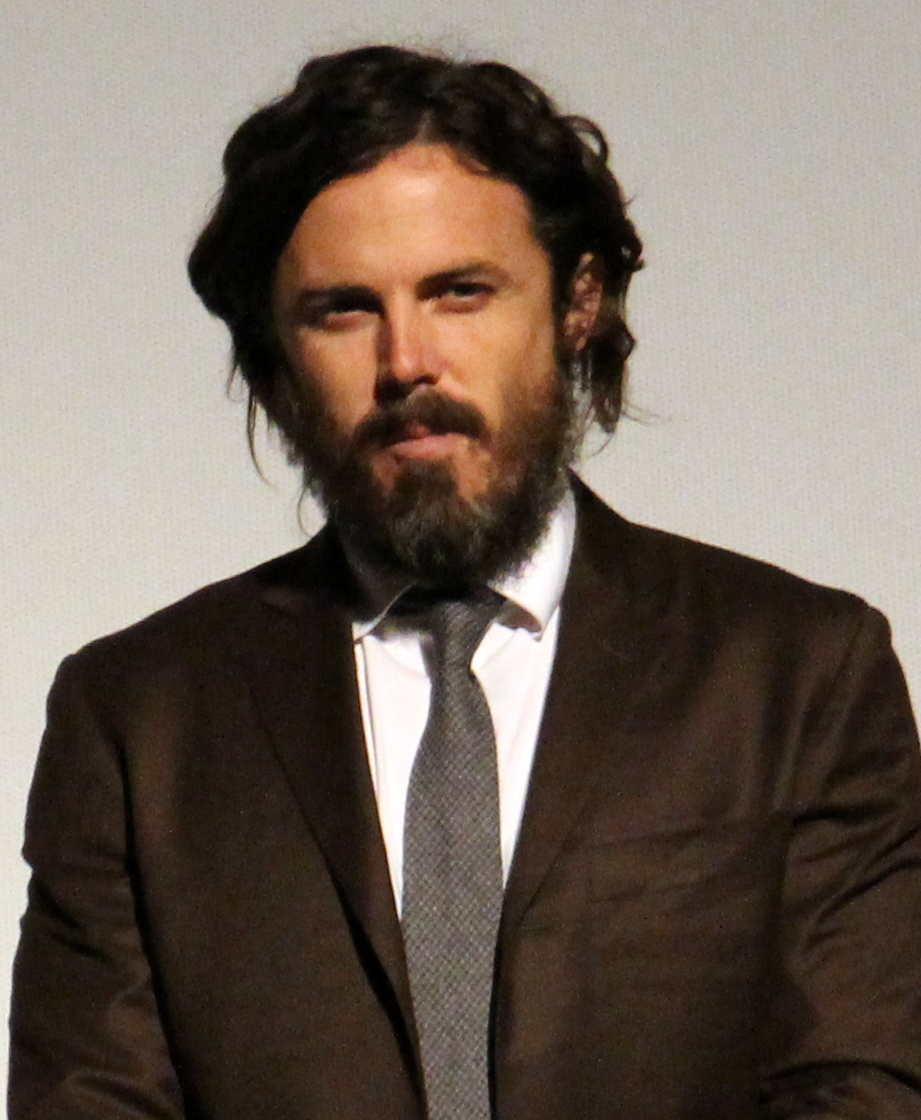
Кейсі Аффлек, Кращий актор

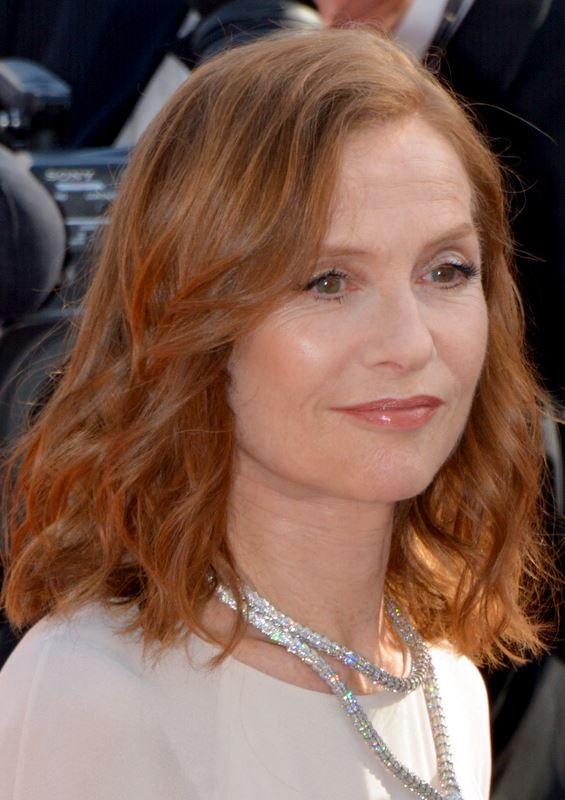
Ізабель Юппер, Краща акторка

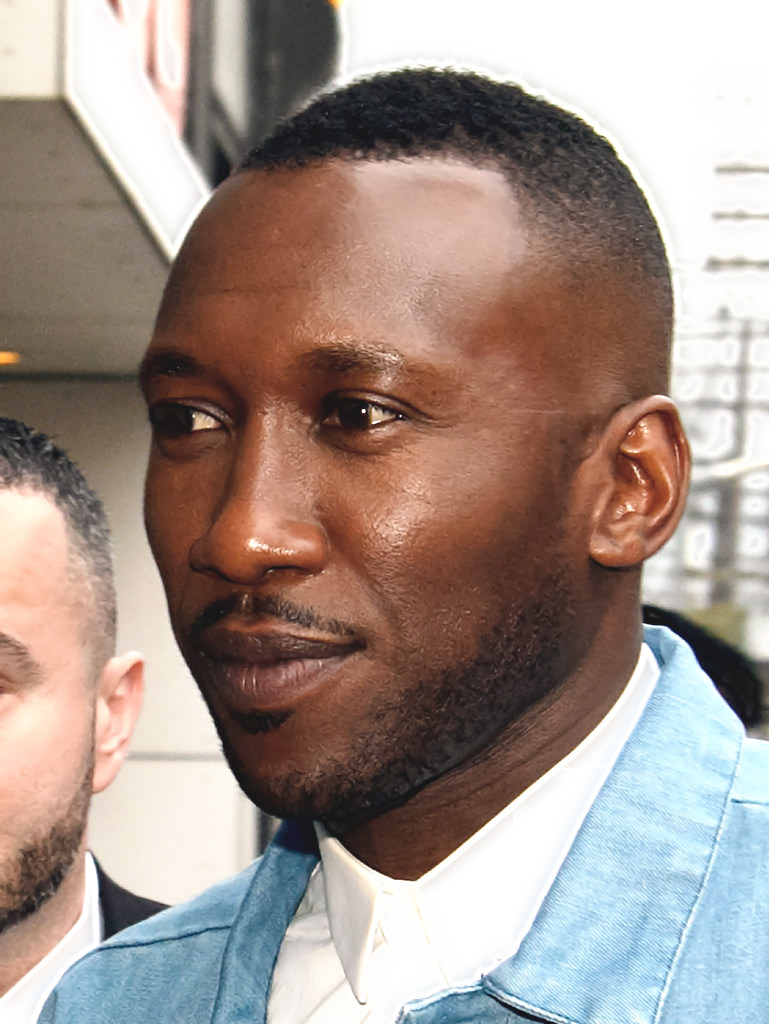
Магершала Алі, Кращий актор другого плану

  - 2-е місце: Кеннет Лонерган – Манчестер біля моря
- Кращий актор:
  - Кейсі Аффлек – Манчестер біля моря
  - 2-е місце: Джоел Едгертон – Лавінг
- Краща акторка:
  - Ізабель Юппер – Вона та Майбутнє
  - 2-е місце: Наталі Портман – Джекі
- Кращий актор другого плану:
  - Магершала Алі – Місячне сяйво
- Краща акторка другого плану:
  - Лілі Гледстоун – Декілька жінок
- Кращий сценарій:
  - Кеннет Лонерган – Манчестер біля моря
  - 2-е місце: Джим Джармуш – Патерсон
- Кращий саундтрек:
  - Міка Лівай – Джекі
- Кращий мультфільм:
  - Башта
- Кращий іноземний фільм:
  - Служниця
  - 2-е місце: Майбутнє
- Кращий документальний фільм:
  - О. Джей: Зроблено в Америці
- Кращий оператор:
  - Chung Chung-hoon – Служниця
  - 2-е місце: Джеймс Лекстон – Місячне сяйво
- Кращий монтажер:
  - Том Кросс – Ла-Ла Ленд
- Кращий новий режисер:
  - Роберт Егерс – Відьма
- Кращий акторський склад:
  - Місячне сяйво
  - 2-е місце: Декілька жінок

## External links
- 2016 Winners

## References
1. ↑  Shanley, Patrick (11 грудня 2016). 'La La Land' Named Best Picture by Boston Society of Film Critics. The Hollywood Reporter. Архів оригіналу за 12 грудня 2016. Процитовано 11 грудня 2016.